# Marwin González
Marwin Javier González (* 14. März 1989 in Puerto Ordaz, Bolívar) ist ein venezolanischer Baseballspieler. Er spielt als Utility Player auf jeder Feldposition außer als Catcher oder Pitcher für die Boston Red Sox in der Major League Baseball (MLB). Mit den Houston Astros gewann González 2017 die World Series.

## Karriere

### Houston Astros
González unterschrieb am 23. November 2005 einen Vertrag bei den Chicago Cubs. Die Boston Red Sox holten sich González 2011 im Rule 5 Draft zu sich und tauschten ihn gegen Marco Duarte von den Astros.
González machte sein Debüt in der MLB am 6. April 2012 gegen die Colorado Rockies. In dem Spiel spielte er als Shortstop, wurde nach drei At-Bats aber gegen Matt Downs ausgewechselt. Das Spiel verloren die Astros mit 3–5. In dem Spiel schlug González keinen Hit. Am 2. April 2013 im Spiel gegen die Texas Rangers zerstörte González im neunten Inning bei zwei Out ein Perfect Game von Yū Darvish.
Im zweiten Spiel der World Series 2017 gegen die Los Angeles Dodgers schlug González im neunten Inning gegen den Pitcher der Dodgers Kenley Jansen einen Home Run und verkürzte damit auf ein 3–3. Die Astros gewannen dadurch das zweite Spiel im elften Inning mit 7–6. Die Dodgers hatten bis zu diesem Zeitpunkt die letzten 98 Spiele gewonnen, wenn sie am Anfang des neunten Innings geführt haben. Der Gewinner der World Series musste in sieben Spielen ermittelt werden. Somit ging die World Series über die maximale Länge. Die Astros gewannen das siebte Spiel mit 5–1 und gewannen damit zum ersten Mal in der Geschichte des Franchises eine World Series.

### Minnesota Twins
González unterschrieb am 25. Februar  2019 einen Zweijahresvertrag bei den Minnesota Twins über 21 Mio. US-Dollar. Während der Saison 2019 lief González in 114 Spielen und hatte eine Batting Average von ,264 mit 15 Home Runs und 55 Runs Batted In. 2020 lief er in 53 Spielen und hatte eine Batting Average von ,211.

### Boston Red Sox
Am 24. Februar 2021 unterzeichnete González einen Ein-Jahres-Vertrag über drei Millionen US-Dollar bei den Boston Red Sox.